# Jean François Sigault
Jean François Sigault (Parijs, 14 februari 1786 – Amsterdam, 20 januari 1833) was een Nederlands beeldhouwer.

## Leven en werk
Sigault werd geboren in Parijs als zoon van de Brugse beeldhouwer Charles François Joseph Sigault (ca. 1756-1831) en Jeanne Francoise Mathieu. Hij trouwde in 1822 in Amsterdam met Johanna Frederica Schönbeck (1797-).
Vader en zoon Sigault woonden en werkten als beeld- en steenhouwers in Amsterdam en hebben diverse opdrachten samen uitgevoerd. Ze werkten onder meer met marmer en hardsteen. De eveneens uit Frankrijk afkomstige etser Alphonse Pierre Giraud maakte diverse gravures van hun werken.
Sigault overleed op 46-jarige leeftijd, slechts twee jaar na zijn vader. Het bedrijf werd voortgezet door zijn weduwe, tot zij in 1846 -op eigen verzoek- onder curatele werd gesteld. In 1852 werd de zaak te koop gezet.

## Werken (selectie)
- Grafmonument voor predikant Jan Nieuwenhuyzen (1724-1806) in de Grote of Sint Nicolaaskerk in Monnickendam
- Borstbeeld koning Willem I en gedenkplaat (1825) in de Sint-Bavokerk in Haarlem
- Guyotmonument (1829) ter nagedachtenis aan Henri Daniel Guyot (1753-1828), oprichter van het eerste Nederlandse doveninstituut, in Groningen
- Grafmonument (1831) van commandant Jan van Speijk (1802-1831) in de Nieuwe Kerk in Amsterdam
- Gedenkteken (1831) voor Van Speijk in het Burgerweeshuis, Amsterdam.

## Afbeeldingen

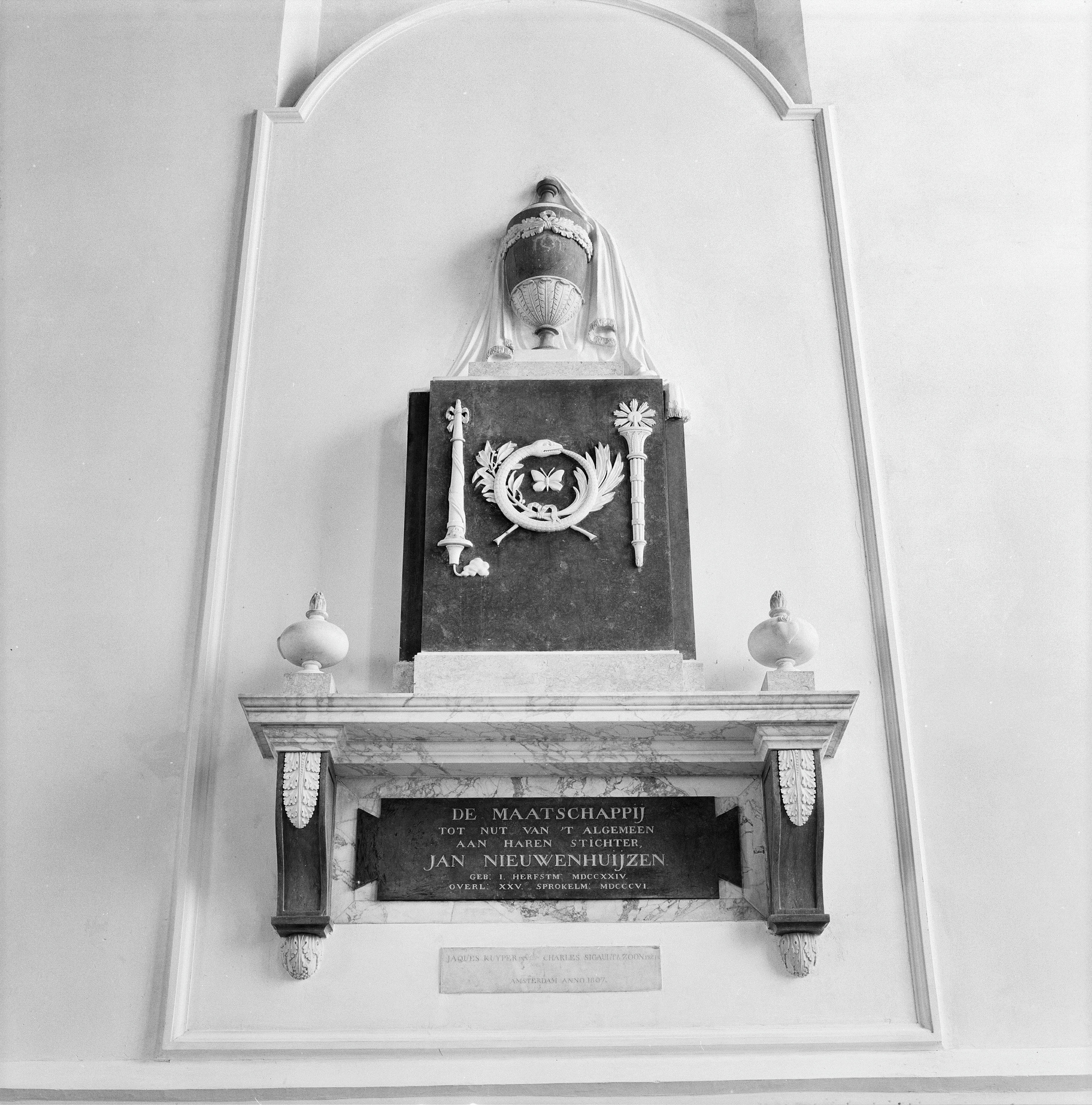
Grafmonument Jan Nieuwenhuyzen
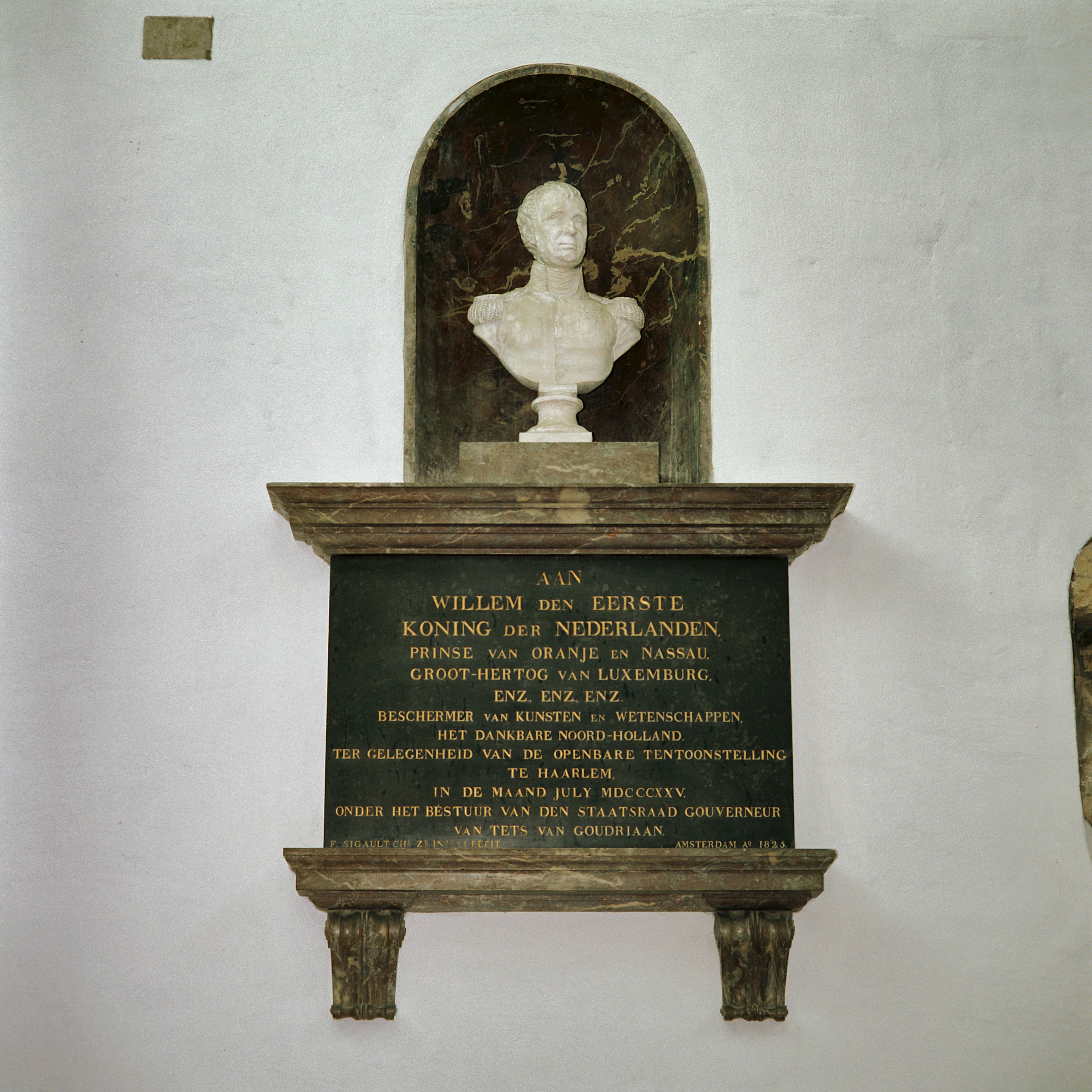
Borstbeeld Willem I en gedenkplaat
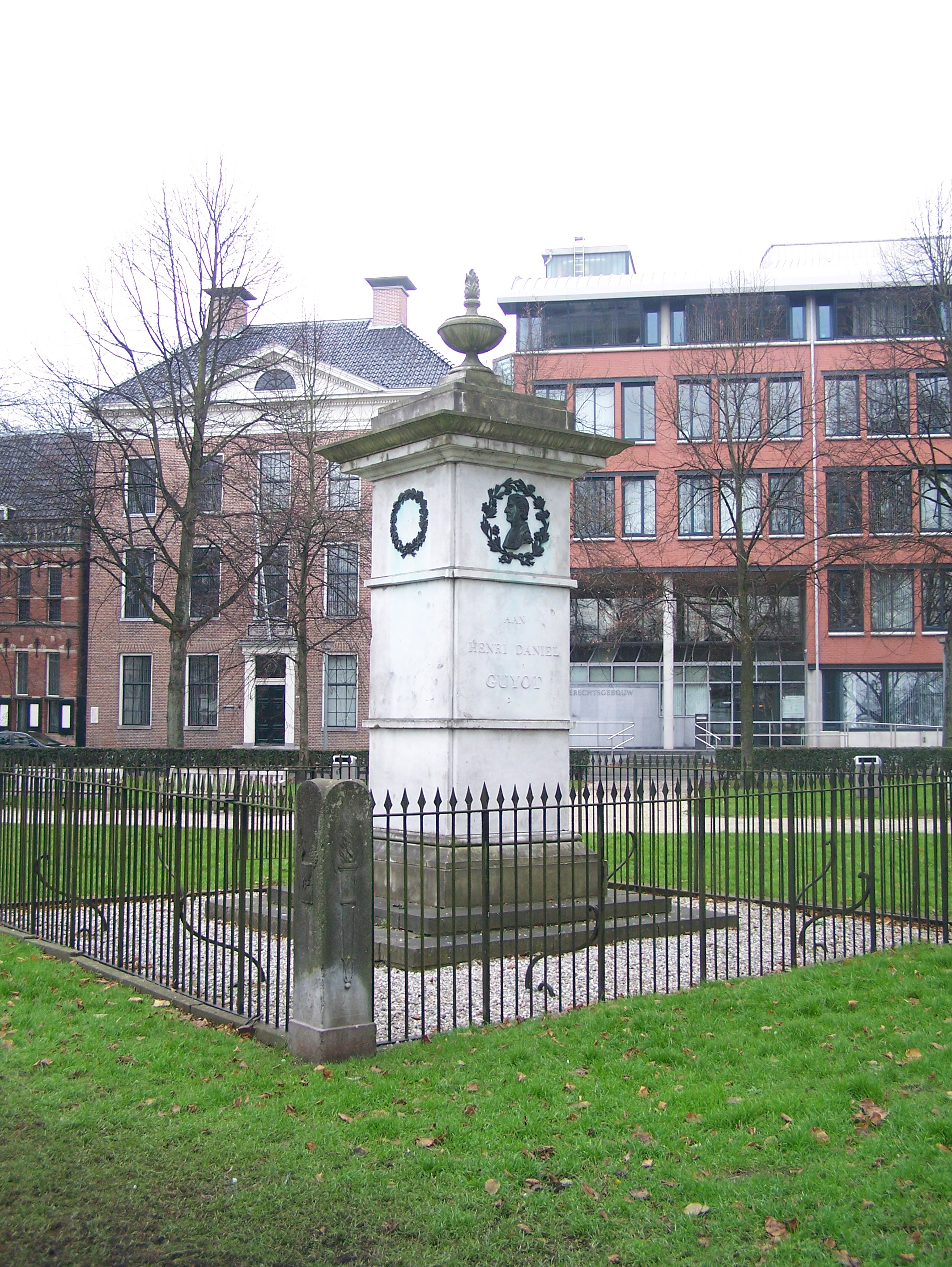
Guyotmonument